# 本田勇介
本田 勇介（ほんだ　ゆうすけ）は日本のクラシック音楽のピアニスト。

## 略歴
宮城県出身。宮城県古川高等学校、武蔵野音楽大学卒業。三歳上の姉の影響で小学校一年でピアノを習い始める。中学から週一回のペースで東京にレッスンに通う。高校在学時に群馬県高崎市で開かれた第七回高校生国際芸術コンクールのピアノ部門で大賞に輝き実質的なジュニアの世界一に。同部門には日本国内から六十四人、アメリカ、イタリア、中国、シンガポール、ロシアなどの海外からも四十一人が出場。バッハやベートーベンの曲で予選、準本選を突破。五人が出る本選に日本人で一人残り優勝した。

## 受賞歴
- 2001年　第七回高校生国際芸術コンクール（ピアノ部門）優勝。
- ギリシャ『コンツァルツァイム国際ピアノコンクール』3位入賞
- 2007年　ブルガリアソフィア国際音楽コンクールグランプリ受賞。